# Габриела Коева
Габриела Коева е българска волейболистка. От 2007 г. участва в Женския национален отбор по волейбол на България. Играе като централен блокировач.
Започва кариерата си през 2002 г., играейки за ВК Спартак 96. Състезава се за азербайджанския Телеком Баку.

## Постижения
- Швейцарско първенство по волейбол за жени 2010
- Швейцарско първенство по волейбол за жени 2011
- Европейско първенство по волейбол за жени 2012
- Азербайджанско първенство по волейбол за жени 2016
- Азербайджанско първенство по волейбол за жени 2017